# Scalettahorn
Das Scalettahorn ⓘ (vom rätoromanischen scaletta (Davos) oder s-chaletta (Engadin), abgeleitet vom lateinischen scala für „Leiter“ oder „Treppe“) ist ein Berg zwischen Davos und dem Engadin im Kanton Graubünden in der Schweiz mit einer Höhe von 3067 m ü. M. Wegen seiner umfassenden Aussicht ist er ein oft begangener Berg, sowohl im Winter wie auch im Sommer.

## Lage und Umgebung
Das Scalettahorn gehört zum Grialetsch-Gebiet, einer Untergruppe der Albula-Alpen. Über den Gipfel verläuft die Gemeindegrenze zwischen Davos und S-chanf. Das Scalettahorn wird im Norden durch das Dischmatal, im Südosten durch die Vallorgia und im Südwesten durch die Verlängerung der Val Susauna eingefasst.
Zu den Nachbargipfeln gehören der Piz Grialetsch im Osten, der Piz Vadret im Südosten, das Chüealphorn im Südwesten und das Leidhorn im Nordwesten.
Das Scalettahorn ist allseits von Gletschern umgeben. Nordöstlich des Gipfels befindet sich der Scalettagletscher, im Südosten der Vadret Vallorgia, und auf der Westseite befindet sich ein namenloser Gletscher.
Häufige Ausgangspunkte sind Dürrboden im Dischmatal, Susauna im Engadin sowie die zwei SAC-Hütten die Grialetschhütte und die Kesch-Hütte.

## Routen zum Gipfel
Oft im Anschluss an eine Besteigung des Piz Grialetsch oder auf der Grialetsch-Rundtour überschritten. Besonders lohnend in Verbindung mit einem Hüttenwechsel zwischen Grialetschhütte und Kesch-Hütte.

### Sommerrouten

#### Über den Westhang
|  | - Ausgangspunkt: Dürrboden (2007 m), Susauna (1682 m) oder Kesch-Hütte (2625 m) - Via: Scalettapass, weglos am Fuss des langgezogenen Westgrates entlang, nach Umgehung von P. 2933 auf den Grat. - Schwierigkeit: T4, L, bis zum Scalettapass als Wanderweg weiss-rot-weiss markiert - Zeitaufwand: 3½ Stunden von Dürrboden, 5 Stunden von Susauna oder 4¼ Stunden von der Kesch-Hütte - Bemerkung: Der SAC Clubführer empfiehlt die Route, die im mittleren Abschnitt zwischen dem Scalettapass und dem Scalettahorn nicht über den Grat, sondern über das "Firnfeld" geht. Diese Route ist jedoch nicht mehr zu empfehlen, da der Gletscher sich markant zurückgezogen hat und das Gehen auf dem Gletscherschutt sehr mühsam ist. |

#### Durch die Nordflanke
- Ausgangspunkt: Dürrboden (2007 m)
- Via: Gletschtälli, westlich des Scalettagletschers zur Gratsenke P. 2982
- Schwierigkeit: WS
- Zeitaufwand: 3½ Stunden

#### Über den Ostgrat
- Ausgangspunkt: Flüelapassstrasse (2263 m), Grialetschhütte (2542 m), Susauna (1682 m) oder Dürrboden (2007 m)
- Via: Fuorcla Vallorgia, Vadret Vallorgia. Den Ostgrat betritt man bei P. 2982.
- Schwierigkeit: L
- Zeitaufwand: ½ Stunde von Fuorcla Vallorgia, 2 Stunden von der Grialetschhütte, 4¼ Stunden von der Flüelapassstrasse, 4½ Stunden von Susauna oder 3½ Stunden von Dürrboden

#### Vom Piz Grialetsch
- Ausgangspunkt: Piz Grialetsch (3131 m)
- Via: Westgrat des Piz Grialetsch bis östlich des P. 3045, dann auf dem Gletscher bis P. 2982. Dort betritt man den Ostgrat des Scalettahorns.
- Schwierigkeit: WS
- Zeitaufwand: ¾ Stunden

### Winterrouten

#### Von der Grialetschhütte
- Ausgangspunkt: Grialetschhütte (2542 m)
- Via: Fuorcla Vallorgia (2962 m), leicht abfahrend nach W, dann links ausholend über die Südostflanke und den Südgrat zum Gipfel.
- Expositionen: NE, S
- Schwierigkeit: WS
- Zeitaufwand: 3 Stunden

#### Von der Kesch-Hütte
- Ausgangspunkt: Kesch-Hütte (2625 m)
- Via: Abfahrt durch die Val dal Tschüvel und Val Funtauna, hoch zum Scalettapass, über den namenlosen Gletscher, nordöstlich von P. 3024 in den Osthang. Dann über den Südostgrat zum Gipfel
- Expositionen: S, W
- Schwierigkeit: WS
- Zeitaufwand: 3½ Stunden

#### Vom Dischma
- Ausgangspunkt: Teufi (Dischmatal) (1700 m)
- Via: Dürrboden, Seeböden, Scalettapass. Von da an wie "Von der Kesch-Hütte"
- Expositionen: N, W
- Schwierigkeit: WS
- Zeitaufwand: 5½ Stunden

#### Abfahrt über die Nordflanke ins Dischma
- Ziel: Teufi (Dischmatal) (1700 m)
- Via: Vom Sattel P. 2982 östlich des Gipfels zum Scalettagletscher, Gletschtälli, Dürrboden
- Expositionen: N
- Schwierigkeit: ZS+
- Bemerkung: Nur bei idealen und sicheren Schneeverhältnissen (35° auf 350 m).